# TrueBSD
TrueBSD — операционная система (LiveDVD), основанная на коде FreeBSD. Начиная с версии 2.0, основывается на FreeBSD 7. TrueBSD способна загружаться с DVD-диска, без участия накопителя на жёстких магнитных дисках. Установка ПО производится стандартной для FreeBSD системой портов и пакетов.

## Цель проекта
Предоставить пользователям простую в обращении настольную операционную систему, включающую в себя все возможности ядра FreeBSD и свободно-распространяемого программного обеспечения.

## Состав
В состав TrueBSD входит следующее программное обеспечение:
- Оконные менеджеры KDE3, GNOME, Openbox, ion3, wmii, evilwm;
- Веб-браузеры firefox, konqueror, opera, elinks, lynx;
- FTeP-клиенты ftp, gftp;
- Клиенты СУБД MySQL и PostgreSQL;
- Mail/News-клиент kmail, claws-mail;
- IM/IRC-клиенты Pidgin, kopete, tkabber, qutIM;
- Текстовые редакторы emacs, vim/gvim, gedit, geany;
- Текстовый процессор AbiWord, OpenOffice.org Writer;
- Программа просмотра рисунков gqview;
- Поддержка box-модемов;
- Программы для проверки файловых систем;
- Программы по восстановлению файловых систем;
- Программы для тестирования компьютера и сети;
- Сетевые утилиты (LAN, modem, Bluetooth, dial-up, VPN, Wireless);
- Удаленное управление (ssh, telnet, rdesktop);
- Сканеры портов (и сервисов) Nessus, nmap;
- Файерволлы ipfw, iwpf, pfq;

## Варианты поставки
Начиная с версии 2.0-RC1 TrueBSD распространяется на одном DVD диске.

## Краткая история версий
- TrueBSD 2.0-RELEASE.
- TrueBSD 2.0-RC2 15 ноября 2008.
- TrueBSD 2.0-RC1 — 23 ноября 2007.
- TrueBSD 0.11-RELEASE — 11 ноября 2006.
- TrueBSD 0.1-RC1 — 7 июля 2006.
- TrueBSD 0.1-BETA2 19 июня 2005.
- TrueBSD 0.1-BETA1 2 июня 2005.